# Codi ATC L02
El  codi ATC L02, descrit com Teràpia endocrina, és una subgrup terapèutic de l'Anatomical, Therapeutic, Chemical Classification System (ATC). La classificació ATC és un sistema de codis alfanumèric desenvolupat per l'Organització Mundial de la Salut (OMS) per als fàrmacs i altres productes sanitaris. El subgrup L02 és part del grup anatòmic L Agents antineoplàstics i immunomoduladors.

Els codis per a ús veterinari (codis ATCvet) poden han estat creats afegint la lletra Q davant dels codis ATC humans: QL02... 
Les adaptacions estatals de la classificació ATC poden incloure codis addicionals no presents en aquesta llista, que segueix la versió de l'OMS.

## L02AHormonesi agents relacionats
L02A A Estrògens
L02A B Progestàgens
L02A E Anàlegs de l'hormona alliberadora de gonadotrofines
L02A X Altres hormones

## L02B Antagonistes d'hormones i agents relacionats
L02B A Antiestrògens
L02B B Antiandrògens
L02B G Inhibidors enzimàtics